# Cratere Charlier (Luna)
Charlier è un grande cratere lunare di 109,88 km situato nella parte nord-orientale della faccia nascosta della Luna, a nord-nord-ovest del più grande cratere Kovalevskaya e a sud-ovest del cratere Perrine.
Charlier è eroso ed il bordo è piuttosto danneggiato. La porzione di nordorientale del bordo è la meno danneggiata, mentre il margine verso sud-ovest è eroso e parzialmente coperto da crateri minori, e la parte occidentale è coperta da un gruppo di impatti multipli. Il pianoro interno è coperto da numerosi piccoli impatti, talora sovrapposti. Vi sono due zone relativamente libere da bombardamenti, una nella zona settentrionale e l'altra verso sud-ovest.
Il cratere è dedicato all'astronomo svedese Carl Charlier.

## Crateri correlati
Alcuni crateri minori situati in prossimità di Charlier sono convenzionalmente identificati, sulle mappe lunari, attraverso una lettera associata al nome.
| Charlier | Coordinate             | Diametro (in km) |
| -------- | ---------------------- | ---------------- |
| Z        | 39°06′36″N 131°45′36″W | 45,92            |